# 애슐리 멀로니
애슐리 멀로니(영어: Ashley Moloney, 2000년 3월 13일~)는 오스트레일리아의 육상 선수로 주 종목은 10종경기이다. 2020년 하계 올림픽 10종경기 부문 동메달을 획득했으며 세계 실내 선수권 대회에서 동메달 1개(2022)를 획득했다.
현재 오세아니아와 오스트레일리아 10종경기 국가 기록을 보유하고 있다.